# Arcidiocesi di Villavicencio
L'arcidiocesi di Villavicencio (in latino: Archidioecesis Villavicentiensis) è una sede metropolitana della Chiesa cattolica in Colombia. Nel 2022 contava 780.000 battezzati su 800.400 abitanti. È retta dall'arcivescovo Misael Vacca Ramírez.

## Territorio
L'arcidiocesi comprende 17 comuni di 2 dipartimenti nel centro della Colombia:
- nel dipartimento di Meta i comuni di Acacías, Barranca de Upía, Cabuyaro, Castilla la Nueva, Cubarral, Cumaral, El Calvario, Guamal, Mapiripán, Puerto López, Restrepo, San Carlos de Guaroa, San Juanito, San Martín e Villavicencio;
- nel dipartimento di Cundinamarca i comuni di Medina e Paratebueno, e il distretto di San Pedro de Jagua nel comune di Ubalá.

Sede arcivescovile è la città di Villavicencio, dove si trova la cattedrale di Nostra Signora del Carmelo (Nuestra Señora del Carmen).
Il territorio si estende su una superficie di 53.650 km² ed è suddiviso in 132 parrocchie, raggruppate in 16 decanati: Nuestra Señora del Carmen, Nuestra Señora del Perpetuo Socorro, Santisíma Trinidad, San Benito, Espíritu Santo, San Luis María de Monfort, San Marcos, Nuestra Señora de Nazareth, Divino Maestro, Sagrada Familia, Sagrado Corazón de Jesús, San Martín de Tours, San Roque, Nuestra Señora de la Candelaria, Nuestra Señora de Chiquinquirá e San Juan Bautista.

### Provincia ecclesiastica
La provincia ecclesiastica di Villavicencio, istituita nel 2004, comprende due suffraganee:
- la diocesi di Granada in Colombia,
- la diocesi di San José del Guaviare.

Sono ascritti alla provincia ecclesiastica anche i vicariati apostolici di Puerto Carreño, Puerto Gaitán, Inírida, Mitú e Leticia, formalmente dipendenti dalla Santa Sede.

## Storia
Il 23 giugno 1903 con il decreto Cum perplures della Congregazione per gli affari ecclesiastici straordinari fu eretta la prefettura apostolica delle Intendencias Orientales, ricavandone il territorio dall'arcidiocesi di Bogotà. La nuova prefettura fu affidata ai missionari monfortani, ai quali fu data in amministrazione anche la prefettura apostolica di Los Llanos de San Martín, eretta il 18 gennaio dell'anno successivo. La missione era guidata da padre Eugenio Morón, superiore dei Monfortani.
Il 16 marzo 1908 le due prefetture apostoliche furono unite, e la nuova circoscrizione fu elevata al rango di vicariato apostolico con il nome di vicariato apostolico di Los Llanos de San Martín (Vicariatus apostolicus Planorum Sancti Martini).
Il 9 giugno 1949 in forza della bolla Evangelizationis operi di papa Pio XII cedette una porzione del suo territorio a vantaggio dell'erezione della prefettura apostolica di Mitú (oggi vicariato apostolico) e nel contempo assunse il nome di vicariato apostolico di Villavicencio.
Il 7 aprile 1956 cedette un'altra porzione di territorio a vantaggio dell'erezione della prefettura apostolica di Vichada, successivamente soppressa.
Il 16 gennaio 1964 cedette ancora una porzione di territorio a vantaggio dell'erezione della prefettura apostolica di Ariari (oggi diocesi di Granada in Colombia) e l'11 febbraio dello stesso anno, con la bolla Universae regimen di papa Paolo VI, fu elevata al rango di diocesi, divenendo suffraganea dell'arcidiocesi di Bogotá.
Il 22 dicembre 1999 cedette il comune di Puerto Gaitán a vantaggio dell'erezione del vicariato apostolico di Puerto Gaitán.
Il 3 luglio 2004 è stata ulteriormente elevata al rango di arcidiocesi metropolitana con la bolla Ad totius dominici di papa Giovanni Paolo II.

## Cronotassi dei vescovi
Si omettono i periodi di sede vacante non superiori ai 2 anni o non storicamente accertati.
- Joseph-Marie-Désiré Guiot, S.M.M. † (3 aprile 1908 - 27 giugno 1939 dimesso)
- Francisco José Bruls Canisius, S.M.M. † (27 giugno 1939 succeduto - 26 aprile 1969 dimesso[5])
- Gregorio Garavito Jiménez, S.M.M. † (26 aprile 1969 - 3 maggio 1994 ritirato)
- Alfonso Cabezas Aristizábal, C.M. (3 maggio 1994 succeduto - 16 giugno 2001 dimesso)
- José Octavio Ruiz Arenas (16 luglio 2002 - 31 maggio 2007 nominato vicepresidente della Pontificia commissione per l'America Latina)
- Óscar Urbina Ortega (30 novembre 2007 - 23 aprile 2022 ritirato)[6]
- Misael Vacca Ramírez, dal 31 dicembre 2022

## Statistiche
L'arcidiocesi nell'anno 2022 su una popolazione di 800.400 persone contava 780.000 battezzati, corrispondenti al 97,5% del totale.
| anno | popolazione | popolazione | popolazione | presbiteri | presbiteri | presbiteri | presbiteri                | diaconi | religiosi | religiosi | parrocchie |
| anno | battezzati  | totale      | %           | numero     | secolari   | regolari   | battezzati per presbitero | diaconi | uomini    | donne     | parrocchie |
| ---- | ----------- | ----------- | ----------- | ---------- | ---------- | ---------- | ------------------------- | ------- | --------- | --------- | ---------- |
| 1950 | 62.000      | 70.000      | 88,6        | 25         |            | 25         | 2.480                     |         | 41        | 26        | 10         |
| 1966 | 160.000     | 161.000     | 99,4        | 37         | 1          | 36         | 4.324                     |         | 16        | 84        | 22         |
| 1970 | 195.000     | 200.000     | 97,5        | 39         | 4          | 35         | 5.000                     |         | 44        | 88        | 32         |
| 1976 | 275.500     | 290.000     | 95,0        | 46         | 9          | 37         | 5.989                     |         | 51        | 44        | 31         |
| 1980 | 341.999     | 370.000     | 92,4        | 46         | 13         | 33         | 7.434                     | 4       | 49        | 60        | 32         |
| 1990 | 498.000     | 525.000     | 94,9        | 57         | 36         | 21         | 8.736                     | 6       | 30        | 47        | 48         |
| 1999 | 518.000     | 595.000     | 87,1        | 124        | 96         | 28         | 4.177                     | 10      | 78        | 52        | 86         |
| 2000 | 468.000     | 520.000     | 90,0        | 172        | 138        | 34         | 2.720                     | 10      | 92        | 54        | 96         |
| 2001 | 491.217     | 512.320     | 95,9        | 140        | 120        | 20         | 3.508                     | 13      | 84        | 33        | 117        |
| 2002 | 525.000     | 540.000     | 97,2        | 137        | 117        | 20         | 3.832                     | 13      | 29        | 33        | 111        |
| 2003 | 465.000     | 480.000     | 96,9        | 141        | 125        | 16         | 3.297                     | 13      | 25        | 30        | 115        |
| 2004 | 506.000     | 540.000     | 93,7        | 163        | 142        | 21         | 3.104                     | 13      | 30        | 46        | 118        |
| 2010 | 529.000     | 581.000     | 91,0        | 196        | 173        | 23         | 2.698                     | 14      | 71        | 84        | 116        |
| 2014 | 673.171     | 691.704     | 97,3        | 171        | 149        | 22         | 3.936                     | 10      | 53        | 50        | 122        |
| 2017 | 680.265     | 698.315     | 97,4        | 182        | 149        | 33         | 3.737                     | 10      | 67        | 52        | 131        |
| 2020 | 697.200     | 715.700     | 97,4        | 172        | 158        | 14         | 4.053                     | 9       | 40        | 21        | 130        |
| 2022 | 780.000     | 800.400     | 97,5        | 184        | 161        | 23         | 4.239                     | 14      | 52        | 35        | 132        |